# Marjoe Gortner
Hugh Marjoe Ross Gortner, född 14 januari 1944 i Long Beach, Kalifornien, är en amerikansk skådespelare och tidigare predikant som blev känd för en bredare allmänhet genom medverkan i den Oscarsbelönade dokumentärfilmen Marjoe från 1972, i vilken det framgick att han saknade personlig gudstro och enbart predikade för att försörja sig.
Marjoe blev känd som barnpredikant och kallades "den yngste pastorn någonsin". Vid fyra års ålder förevisades han på film inspelad av Paramount, förrättande en vigsel. I dokumentärfilmen som är inspelad 1971 berättar Marjoe att han av sina föräldrar drillades att predika, inklusive hur han skulle uppträda, med gester och intonering av ord och meningar, och att föräldrarna bestraffade honom fysiskt när han inte tog till sig instruktionerna. Marjoe berättar också i filmen att han aldrig under den här tiden hade någon slags personlig tro. Från fyra till sexton års ålder predikade Marjoe ihop med sina föräldrar, under en tidsperiod då det hölls många tältmöten både inom pentekostal och evangelikal amerikansk kristendom. Familjens predikokampanjer uppmärksammades aldrig i den ledande tidningen för helandeväckelsen, The Voice of Healing, och helandeväckelsens främste historiker, David Edwin Harrell, kallar honom "relativt obetydlig" som barnpredikant.
När Marjoe var sexton år gammal lämnade hans far familjen tillsammans med de pengar som predikandet inbringat. Marjoe levde sedan som hippie tills han när han var lite över 20 var i stort behov av pengar, och beslöt sig för att på nytt försörja sig som predikant, fortfarande utan att ha en personlig tro på Gud eller det budskap som han förkunnade. Under 1960-talets andra halva och fram till 1971 alternerade Marjoe mellan att leva som predikant ett halvår i taget och att leva ett fortsatt hippieliv dessemellan. Marjoe välkomnades att predika bland fattiga pentekostala församlingar i den radikala utkanten av helandeväckelsen.
När 60-talet nådde sitt slut genomlevde Marjoe en samvetskris, mycket beroende på att det var just fattiga människor som gav honom sina pengar, och han beslöt sig för att föreviga en sista predikoturné på film. Under 1971 följde ett filmteam honom under denna, och han berättade för kamerorna om de demagogiska knep han använde när han uppträdde på väckelsemöten. Marjoe säger i filmen att huruvida predikanten själv tror på det han gör eller inte spelar ingen roll för resultatet, vilket har gjort hans berättelse populär bland ateister som Cliff Walker. Filmen fick namnet Marjoe och vann 1972 års Oscar för bästa dokumentär vid Oscarsgalan 1973.. Filmen har även använts inom avprogrammering av sektoffer.[källa behövs]
Efter dokumentärfilmen försökte Marjoe sig på en filmkarriär och han fick biroller i några TV-serier och några roller i B-filmer. Han medverkade bland annat i Jordbävningen (1974), Råttornas hämnd (1976), Starcrash (1979) och American Ninja 4 (1989).